# 滇马蹄果
滇马蹄果（学名：Protium yunnanense）为橄榄科马蹄果属下的一个种。其种加词“yunnanense”意为“云南的”。